# Theodor Kelter
Theodor Kelter (* 5. Februar 1907 in Großhau bei Düren; † 19. Dezember 1982 in Köln) war ein deutscher Architekt. 
Kelter spezialisierte sich in den 1950er und 1960er Jahren auf Verwaltungsbauten. In Köln prägte er wesentlich die Nachkriegserscheinung der Kölner Ringe mit, wobei die meisten Gebäude noch heute ihrer ursprünglichen Bestimmung dienen.

## Leben
Theodor Kelter studierte Architektur in Aachen und München und arbeitete 1934–1939 zusammen mit Lutz Tappert als selbständiger Architekt mit Büros in Köln und Düren. Mit Kriegsende zog er ganz nach Köln. 1938–1968 leitete Willi Heuser als Chefarchitekt das Büro Kelter, bis es 1968 von H. Feltes übernommen und 1970 aufgelöst wurde.
Kelter starb 1982 im Alter von 75 Jahren in Köln und wurde auf dem Melaten-Friedhof beigesetzt. Sein Nachlass befindet sich im Historischen Archiv der Stadt Köln (Bestand 1388).

## Bauten
In Köln

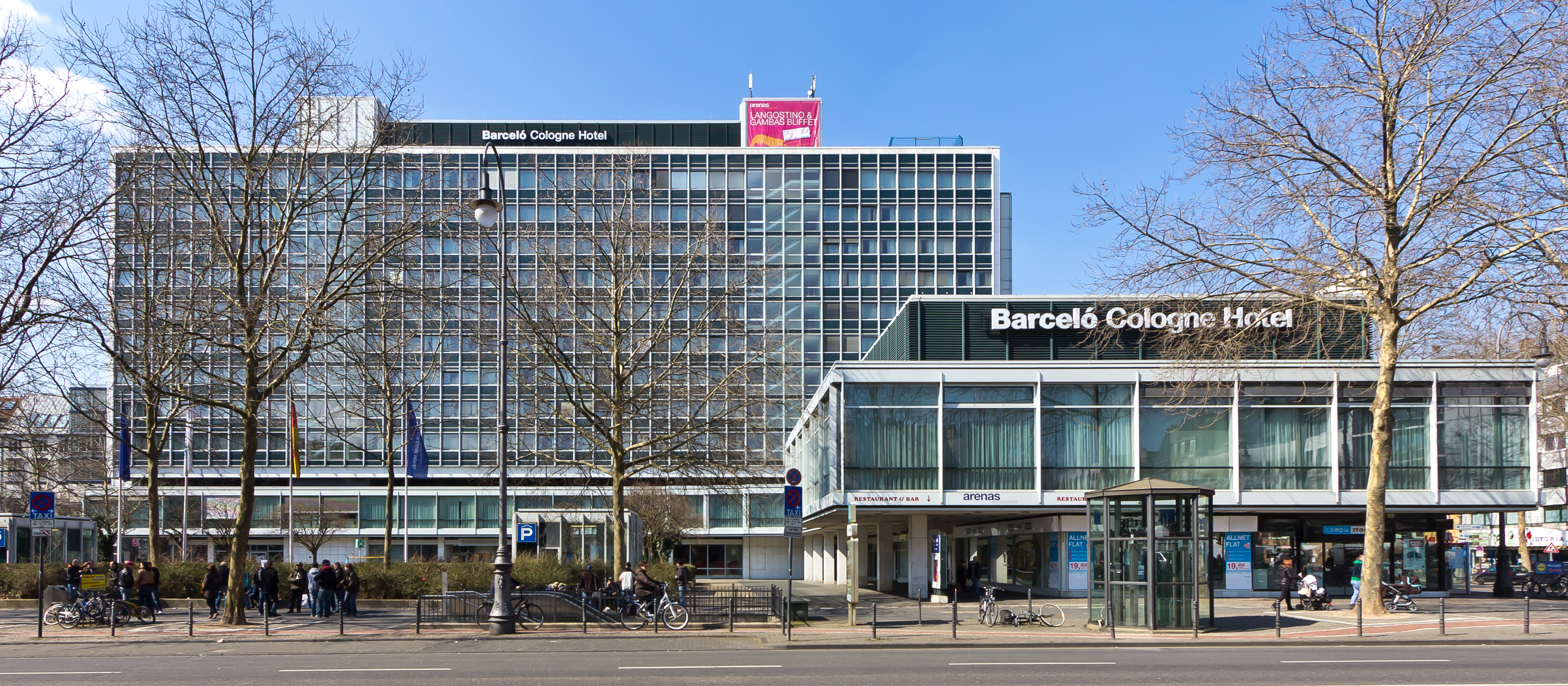
Hotel Barceló-Cologne (ehemaliges Hochhaus der Provinzial-Versicherung)

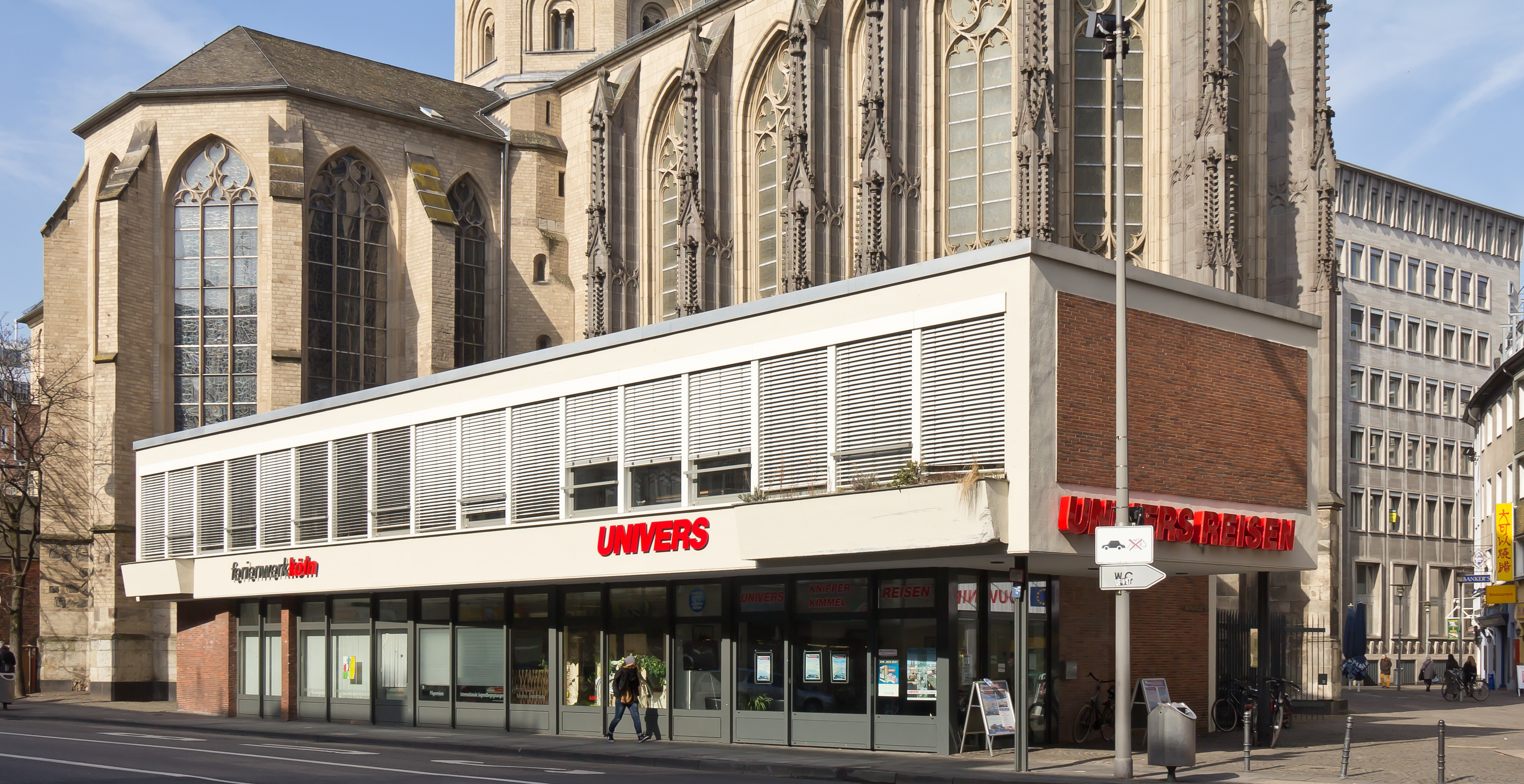
Pavillongebäude für die Stadtsparkasse, Komödienstraße 2

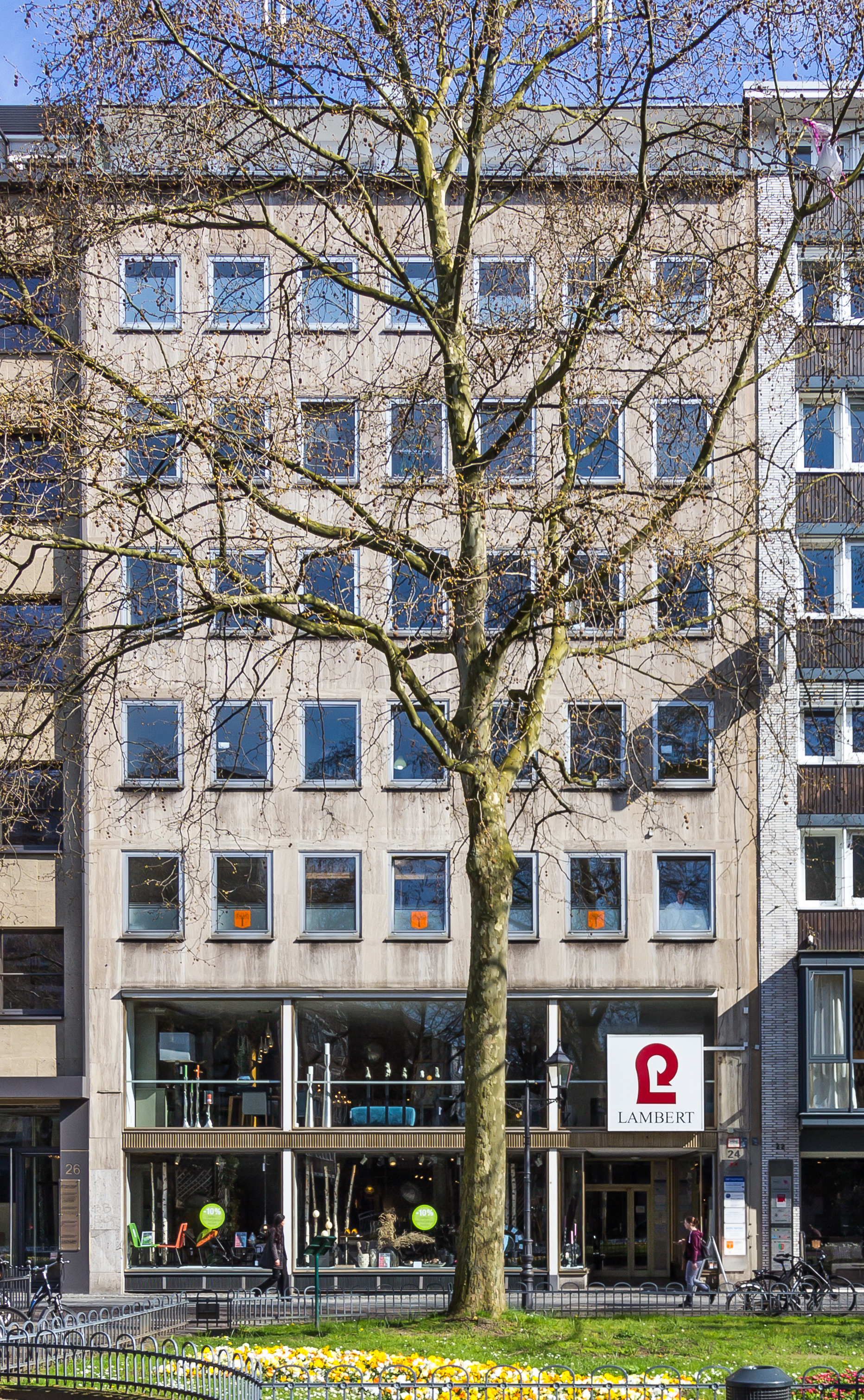
Wohn- und Geschäftshaus Kaiser-Wilhelm-Ring 24

- Zweigstelle der Stadtsparkasse am Ebertplatz 1 (1950)
- Bauten für die Gemeinnützige Wohnungs- und Baugenossenschaft „Mietenschutz“ eGmbH, Köln-Ossendorf, 1950/1951
- Wettbewerbsentwurf für ein Bankgebäude der BfG Bank am Kölner Dom, 1951 (nicht ausgeführt)
- Wohnhaus in Köln-Lindenthal, 1952
- Hauptstelle der Stadtsparkasse, Habsburgerring 2–12, 1952/1953 (Erneuerung der Fassade 1981/1982, 2010 abgerissen)
- Büro- und Geschäftshaus der Kölnischen Lebensversicherung, Kaiser-Wilhelm-Ring 20
- Hohenstaufenhaus am Zülpicher Platz
- Lichtspieltheater am Rudolfplatz, 1956
- Wettbewerbsentwürfe „Kleiner Balken“ und „Großer Balken“ für die spätere Severinsbrücke, 1954
- Pavillongebäude für die Stadtsparkasse, Komödienstraße 2, Ecke Andreaskloster, vor St. Andreas (mit Joachim Schürmann)
- Gebäude der Victoria-Versicherung, Hohenzollernring / Bismarckstraße
- Wohn- und Geschäftshaus Hohenzollernring 99/101 (angrenzend an Gebäude der Victoria-Versicherung)
- Wohnhaus in der Südweststadt, 1954
- Büro- und Geschäftshaus, Kaiser-Wilhelm-Ring 24 (Erdgeschoss heute „Pesch Wohnen“)
- Textilkaufhaus Hanemann, Antoniterstraße 1–9, um 1955
- Prüfamt der GEW-Werke
- Autoschalter der Sparkasse, Mauritiuswall, 1957
- Salvatorkirche in Weidenpesch, 1957/1958
- Hochhaus der Provinzial-Versicherung, Habsburgerring 9–13, 1961–1962 (seit 1988 als Hotel genutzt)
- Berufsschule, Perlengraben

Außerhalb Kölns
- Verwaltungsgebäude der Badenwerk AG, Karlsruhe, 1961–1965 (mit Möckel & Schmidt, Karlsruhe)
- Ehemaliges Verwaltungsgebäude der Kölnischen Lebensversicherung AG in Dortmund, Hoher Wall 15, 1961–1962[3]

- Gebäude der Karlsruher Lebensversicherung in Karlsruhe, Friedrich-Scholl-Platz 1, 1952